# No Trigger
No Trigger est un groupe de hardcore mélodique américain, originaire du Massachusetts.

## Biographie
Le groupe est formé en 2001 et publie son premier EP en 2003, The World is Not a Stage, et un split avec Wasteland en 2004. Les sept morceaux ont été rassemblés l'année suivante sur un EP unique, Extinction in Stereo, publié sur le label japonais Bigmouth Japan et qui a fait partie de plusieurs listes best of 2005 de webzines punk. C'est à cette occasion que le site de référence PunkNews considère le groupe comme « meilleur groupe indépendant américain ». Peu de temps après, No Trigger signe avec le label Nitro Records, de Dexter Holland (The Offspring). Le label leur offre un budget et l'occasion d'enregistrer leur premier album au studio Blasting Room, à Fort Collins, dans le Colorado, avec Bill Stevenson et Jason Livermore.
Le produit de cette collaboration est Canyoneer, sorti le 21 mars 2006 et très bien accueilli par la critique et les fans de punk. Au début du mois, le magazine américain Alternative Press avait inclus No Trigger dans sa liste des cent groupes à connaître en 2006. Une version vinyle de ce premier album est sortie par la suite sur I Scream Records. Des rapprochements ont souvent été fait entre No Trigger et Strike Anywhere, parmi d'autres groupes de hardcore mélodique. Leur son est en effet assez similaire. Les paroles sont également engagées et politisées, avec une prédilection pour les thèmes environnementalistes, mais exprimées d'une manière très personnelle, souvent imagée voire métaphorique, par Tom Rheault, le chanteur et parolier.
Une longue période d'inactivité après Canyoneer mène à des rumeurs selon lesquelles No Trigger se serait séparé. Le groupe publie une mise à jour en septembre 2010 qui annonce la réunion du groupe pour la sortie de l'EP Be Honest, le 14 décembre 2010. Le groupe annonce sa signature avec le label No Sleep Records peu après la sortie de l'EP,et anticipe la sortie d'un album en mi-2011. Leur deuxième album, Tycoon, est enregistré avec le producteur Jay Maas au début de juillet 2011, et publié au début de 2012. À cette période, le groupe joue avec le chanteur Tom Rheault et le batteur Mike Ciprari.

## Membres

### Membres actuels
- Tom Rheault – chant
- Brad Rheault – basse
- Jon Strader – guitare rythmique
- Mike Przygoda – guitare solo
- Mike Ciprari – batterie

### Anciens membres
- Billy Bean – guitare
- Erik Perkins – batterie
- Tom Ciesluk - basse
- Solomos - roadie
- Mike Ciprari - batterie

## Discographie

### Albums studio
- 2006 : Canyoneer
- 2012 : Tycoon

### EP
- 2003 : The World is Not a Stage
- 2004 : No Trigger/Wasteland (split EP)
- 2005 : Extinction in Stereo

## Vidéographie
- 2006 : Fish Eye Lens